# Juan Luis Ysern de Arce
Juan Luis Ysern de Arce (ur. 2 maja 1930 w Walencji) – hiszpański duchowny rzymskokatolicki posługujący w Chile, w latach 1974-2005 biskup Ancud.

## Życiorys
Święcenia kapłańskie przyjął 29 czerwca 1953. 12 kwietnia 1972 został prekonizowany biskupem pomocniczym Antofagasta ze stolicą tytularną Guardialfiera. Sakrę biskupią otrzymał 7 maja 1972. Od 20 maja 1972 do 2 czerwca 1974 był administratorem apostolskim Calama. 13 maja 1974 został mianowany biskupem Ancud. 15 września 2015 przeszedł na emeryturę.